# Ауелбекова, Молдир Есиркеповна
Молдир Есиркеповна Ауелбекова (каз. Мөлдір Әуелбекова; род. 10 августа 1986 года в Тараз, Казахстан) — казахстанская певица и актриса, участница и финалистка реалити-шоу SuperStar KZ, бывшая  солистка группы КешYou, телеведущая. Имеет профессиональное музыкальное образование.

## Творчество и карьера
Началом серьёзной творческой  карьеры для Молдир Ауелбековой стало участие в конкурсе SuperStar KZ в 2005 году.
В 2006 году Молдир становится одной из участниц проекта  КешYou, который продюсирует знаменитая Баян Алагузова (Есентаева). Это был первый состав этой женской группы. Музыкальная карьера Молдир в рамках группы КешYOU была очень успешной и стремительно развивалась. Певица почувствовала, что переросла участие в группе и приняла решение заняться сольной карьерой. Поиск наилучшей реализации себя продолжался и Молдир несколько раз возвращалась и уходила из КешYou.
Дебют в кино у Молдир Ауелбековой состоялся ещё в период, когда она была одной из участниц группы КешYou. В 2010-м году проходил кастинг на главную роль в фильме Баян Есентаевой «Коктейль для звезды», режиссёр картины Аскар Узабаев. Это было только началом актёрской карьеры казахстанской певицы.В 2017 году Молдир Ауелбекова стала продюсером женской группы Назар,которая уже завоевала своего слушателя.
Кроме этого Молдир успешно работала  ведущей на телевидении. Она вела шоу «Елім менің», которое выходило  на телеканале «Казахстан» , а также вела развлекательные шоу на HiT TV.
Самыми популярными  песнями Молдир Ауелбековой являются:
- Ширкин Ай
- Бирге Жанымыз
- Биз Биргемиз
- Халқым-ай
- Сен
- Гулмин
- Суйген журек

## Фильмография
- 2010 - «Коктейль для звезды»
- 2011 - «Коктейль для звезды 2»

## Личная жизнь
Молдир Ауелбекова была замужем,бывшего супруга зовут Арыстан – бизнесмен в сельскохозяйственной сфере, при этом  он всячески помогал ей в творческой деятельности.
Разведена.Второй раз вышла замуж в 2019 году. Вместе они растят сына.

## Награды
Указом Президента РК от 5 декабря 2018 года награждена орденом «Курмет».